# Narita Ryosuke
Narita Ryosuke (sinh ngày 9 tháng 9 năm 1988) là một cầu thủ bóng đá người Nhật Bản.

## Sự nghiệp câu lạc bộ
Narita Ryosuke hiện đang chơi cho Vanraure Hachinohe.